# آلفرد وی دو پنت
 آلفرد وی دو پنت (انگلیسی: Alfred V. du Pont؛ ۱۱ آوریل ۱۷۹۸ – ۴ اکتبر ۱۸۵۶) یک شیمی‌دان اهل ایالات متحده آمریکا بود.